# 韋洛德羅姆球場
韋洛德羅姆球場（Stade Vélodrome）是一座設在法國城市馬賽的體育場。該球場是法甲球隊馬賽的主場球場。球場也是1998年法國世界杯的舉辦場地之一，是法國最大的俱樂部球場。除此之外，法國國家橄欖球隊的比賽也經常在這里舉行。球场还作为2024年巴黎奥运会足球比赛场馆之一。